# Tarka sáfrány
A tarka sáfrány (Crocus reticulatus) a nősziromfélék (Iridaceae) családjába tartozó sáfrány (Crocus) nemzetség kora tavasszal virágzó, Magyarországon védett faja.

## Elterjedése, élőhelye
Dél- és Kelet-Európában egészen a Kaukázusig, a következő országokban él: Magyarország, Ausztria, Bulgária, Horvátország, Macedónia, Moldova, Olaszország, Románia, Szerbia, Törökország.
Élőhelyei lösz- és homokpusztagyepek, homoki tölgyesek és akácosok.

## Megjelenése, jellemzői
4–12 cm magas, hagymagumós évelő növény. Tőálló levelei keskenyek, szálasak, kihegyezett csúcsúak,  közepükön két fehér hosszanti csík fut végig. Ugyancsak tőálló virágai hosszúkás-harang alakúak. Lepelleveleinek színe a fehértől a halványliláig terjed. A három külső lepelcimpán 3-3 hosszanti lefutású ibolyás csík látható. Porzói sárgák. Bibéje narancssárga, vékony, bunkó alakú. Termése hengeres vagy orsó alakú, rövid csőrben végződő, háromrekeszű tok. Fehér színváltozata is ismert.
Február, márciusban virágzik.

## Szinonimák
- Crocus luteus M. Bieb.[2]
- Crocus Crocus micranthus Boiss.[2]
- Crocus reticulatus f. adspersus[2]
- Crocus reticulatus var. albicans[2]
- Crocus reticulatus var. auritextus[2]
- Crocus reticulatus f. confusus[2]
- Crocus reticulatus f. estriatus[2]
- Crocus reticulatus var. immaculatus[2]
- Crocus reticulatus f. leptanthus[2]
- Crocus reticulatus f. nadae[2]
- Crocus reticulatus f. pluriflorus[2]
- Crocus reticulatus var. rectilimbus[2]
- Crocus reticulatus var. variegatus[2]
- Crocus variegatus Hoppe & Hornsch.[2]
- Crocus variegatus f. adspersus[2]
- Crocus variegatus f. estriatus[2]
- Crocus variegatus f. leptanthus[2]
- Crocus variegatus var. micranthus[2]
- Crocus variegatus f. pluriflorus[2]
- Crocus vittatus Raf.[2]